# Flugscheibe
Als Flugscheibe werden umgangssprachlich annähernd scheibenförmige Luftfahrzeuge (siehe Kreisflügler) bezeichnet.
Bekannte und dokumentierte Flugscheiben sind:
- Sack AS-6
- Avro Canada VZ-9AV Avrocar
- Couzinet RC-360 Aerodyne
- Moller M200

In rechtsesoterischen Veröffentlichungen werden außerdem sogenannte Reichsflugscheiben beschrieben.